# Boris Karloff

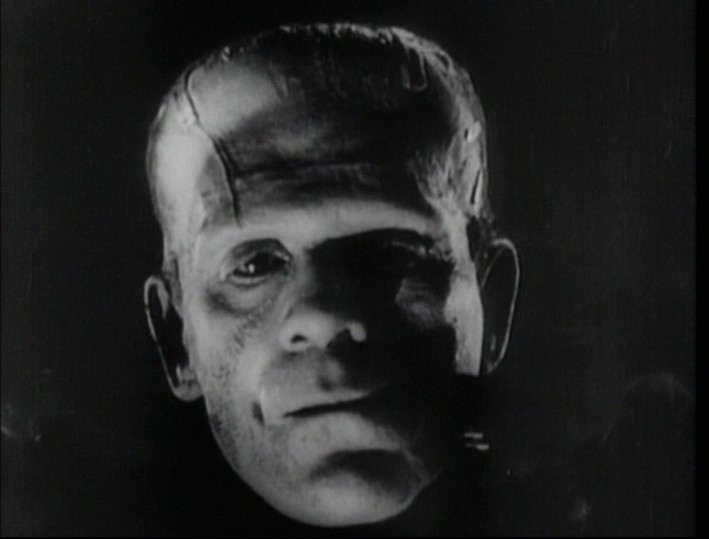
Boris Karloff no filme Frankenstein

Boris Karloff, nome artístico de William Henry Pratt (Dulwich, Londres, 23 de novembro de 1887 – Sussex, 2 de fevereiro de 1969) foi um ator britânico nascido na Inglaterra. Atuava principalmente em filmes de terror.
Projetou-se interpretando o monstro de Frankenstein em 1931, com isso se especializando em papéis de filmes de terror. Seu último trabalho foi em Targets (1968).
Morreu devido a graves problemas respiratórios em 2 de fevereiro de 1969, na Inglaterra, aos 81 anos de idade.
Em 25 de junho de 2019, a The New York Times Magazine listou Boris Karloff entre centenas de artistas cujo material teria sido destruído no incêndio na Universal Studios em 2008.

## Filmografia
- The Incredible Invasion (1971)
- La muerte viviente (1971)
- El coleccionista de cadáveres (1970)
- Curse of the Crimson Altar (1968)
- Targets (1968)
- The Fear Chamber (1968)
- House of Evil (1968)
- The Sorcerers (1967)
- Mad Monster Party (1967)
- The Venetian Affair (1967)
- How the Grinch Stole Christmas! (1966) (TV)
- The Daydreamer (1966)
- The Ghost in the Invisible Bikini (1966)
- Die, Monster, Die! (1965)
- Bikini Beach (1964)
- The Comedy of Terrors (1964)
- The Terror (1963)
- The Raven (1963)
- The Secret World of Eddie Hodges (1960) (TV)
- Corridors of Blood (1958)
- Frankenstein - 1970 (1958)
- Grip of the Strangler (1958)
- The Juggler of Our Lady (1958)
- Voodoo Island (1957)
- A Connecticut Yankee (1955) (TV)
- Sabaka (1954)
- Il mostro dell'isola (1954)
- Abbott and Costello Meet Dr. Jekyll and Mr. Hyde (1953)
- The Black Castle (1952)
- The Strange Door (1951)
- Abbott and Costello Meet the Killer, Boris Karloff (1949)
- Cisaruv slavík (1949)
- Tap Roots (1948)
- Dick Tracy Meets Gruesome (1947)
- Unconquered (1947)
- Lured (1947)
- The Secret Life of Walter Mitty (1947)
- Bedlam (1946)
- Isle of the Dead (1945)
- The Body Snatcher (1945)
- House of Frankenstein (1944)
- The Climax (1944)
- The Boogie Man Will Get You (1942)
- The Devil Commands (1941)
- You'll Find Out (1940)
- The Ape (1940)
- Before I Hang (1940)
- Doomed to Die (1940)
- The Man with Nine Lives (1940)
- Black Friday (1940)
- British Intelligence (1940)
- The Fatal Hour (1940)
- Tower of London (1939)
- The Man They Could Not Hang (1939)
- Mr. Wong in Chinatown (1939)
- The Mystery of Mr. Wong (1939)
- Son of Frankenstein (1939)
- Devil's Island (1939)
- Mr. Wong, Detective (1938)
- The Invisible Menace (1938)
- West of Shanghai (1937)
- Night Key (1937)
- Charlie Chan at the Opera (1936)
- The Man Who Changed His Mind (1936/I)
- Juggernaut (1936)
- The Walking Dead (1936)
- The Invisible Ray (1936)
- The Black Room (1935)
- The Raven (1935)
- Bride of Frankenstein (1935)
- Gift of Gab (1934)
- The Black Cat (1934)
- The House of Rothschild (1934)
- The Lost Patrol (1934)
- The Ghoul (1933)
- The Mummy (1932)
- The Mask of Fu Manchu (1932)
- The Old Dark House (1932)
- Night World (1932)
- The Miracle Man (1932)
- Scarface (1932)
- Business and Pleasure (1932)
- Behind the Mask (1932) (1932)
- Tonight or Never (1931)
- Frankenstein (1931)
- The Guilty Generation (1931)
- The Mad Genius (1931)
- The Yellow Ticket (1931)
- Five Star Final (1931)
- Graft (1931)
- I Like Your Nerve (1931)
- The Public Defender (1931)
- Smart Money (1931)
- Young Donovan's Kid (1931)
- The Vanishing Legion (1931)
- Cracked Nuts (1931)
- King of the Wild (1931)
- The Criminal Code (1931)
- Sous les verrous (1931)
- The Utah Kid (1930)
- The Sea Bat (1930)
- The Bad One (1930)
- The Unholy Night (1929)
- The King of the Kongo (1929)
- Behind That Curtain (1929)
- The Phantom of the North (1929)
- Anne Against the World (1929)
- Two Sisters (1929)
- The Devil's Chaplain (1929)
- The Fatal Warning (1929)
- Burning the Wind (1929)
- The Little Wild Girl (1928)
- Vultures of the Sea (1928)
- The Vanishing Rider (1928)
- Sharp Shooters (1928)
- The Love Mart (1927)
- Two Arabian Knights (1927)
- Soft Cushions (1927)
- The Phantom Buster (1927)
- The Meddlin' Stranger (1927)
- Tarzan and the Golden Lion (1927)
- The Princess from Hoboken (1927)
- Let It Rain (1927)
- The General (1926) (não confirmado)
- Old Ironsides (1926)
- Flaming Fury (1926)
- The Nickel-Hopper (1926)
- The Eagle of the Sea (1926)
- Flames (1926)
- The Golden Web (1926)
- The Bells (1926) (1926)
- Her Honor, the Governor (1926)
- The Man in the Saddle (1926)
- The Greater Glory (1926)
- Perils of the Wild (1925)
- Lady Robinhood (1925)
- Parisian Nights (1925)
- The Prairie Wife (1925)
- Forbidden Cargo (1925)
- Dynamite Dan (1924)
- Riders of the Plains[2] (1924)
- The Hellion (1924)
- The Prisoner (1923)
- Omar the Tentmaker (1922)
- The Woman Conquers (1922)
- The Altar Stairs (1922)
- The Man from Downing Street (1922)
- The Infidel (1922)
- Nan of the North (seriado, não-creditado, 1921)
- The Cave Girl (1921)
- Cheated Hearts (1921)
- Without Benefit of Clergy (1921)
- The Hope Diamond Mystery (1921)
- The Last of the Mohicans (1920)
- The Courage of Marge O'Doone (1920)
- The Deadlier Sex (1920)
- The Prince and Betty (1919)
- His Majesty, the American (1919)
- The Masked Rider (1919)
- The Lightning Raider (1919)